# Арчуг
Арчуг — село в Хівському районі Дагестану, на правому березі річки Кюрюгъяр.
До райцентру 11 км. В селі 22 двори, 136 осіб. Тухуми (роди): Гьяжигъяр, Бивгар, Жакьвар, Загар, Аьгьмудар, Гиснар, Кканйир, Бяжйир.